# Манастир Јања
Манастир Јања, са географским положајем у области Старог Влаха, налази се у селу Рутоши у Општини Нова Варош, и граничи се са селима Сеништа и Радоиња. Манастир припада Епархији милешевској Српске православне цркве и посвећен је Праведним родитељима, Пресвете Богородице, Јоакиму и Ани.

## Историја
О самој цркви на левој обали Увца, њеном ктитору и времену настанка мало се зна. На основу архитектуре и црквеног мобилијара, претпоставља се да је настала вероватно средином или крајем 15. века, а да је страдала крајем 17. века. У јеванђељу манастира Житомислић у Херцеговини, каже се да је ова књига из манастира на Увцу и наводи се 1671. година. У епским песмама, још из доба Немањића и народном предању, помињана је као "црква Јања у Влаху Староме“.

## Обнова
У оквиру пројекта „На светим водама Лима”, екипа стручњака из Народног музеја у Ужицу, започела је 5. јула 1993. године археолошка истраживања на локалитету цркве Манастирине, у имању Господина Сретена и Петронија Гордића – Пињевића. Том приликом је, у једнобродној грађевини, основе 9,30 метара са 6 метара, испод Јањине стене, пронађена часна трпеза од мермера састављена из три елемента, делови свећњака и полијелеја, фрагменти керамичких посуда, док су на зидовима у доњим зонама откривени остаци фресака.
Обнова манастира Јања почиње 02. октобра 2008. године, Светом архијерејском литургијом, коју је служио Епископ милешевски Господин Филарет са свештенством и монаштвом Епархије милешевске. На Богојављење 2011. године, подигнути су и освештани крстови манастирског храма, након чега се започело са извођењем завршних радова на фасади храма и уређењу ентеријера. Иконостас и полијелеј је осликао иконописац и фрескописац Господин Иван Ковалчик Милешевац из Новог Сада. Залагањем игуманије Јустине (Петковић), уз материјалну помоћ Господина Небојше Грујовића предузетника из села Рутоши, и новчаним прилозима верујућег народа Сеништа, Рутоша и Радоиње, урађен је највећи део радова на манастирској цркви.
Манастиру Јања је, након 400 година, враћен првобитни изглед дана 22. јула 2012. године, када је освећен.